# A kis kéményseprő
A kis kéményseprő (angolul The Little Sweep) Benjamin Britten egyik egyfelvonásos operája. Nem önálló mű, hanem a Csináljunk operát! (angolul Let’s Make an Opera) című ifjúsági darab utolsó felvonása. A szövegkönyvet Eric Crozier írta. Lényege, hogy a gyerekek elhatározzák, írnak egy operát (első felvonás). A második felvonásban az elkészült operából próbát tartanak, míg a harmadikban bemutatják azt. A gyerekek William Blake A kis kéményseprő című elbeszélését (Az ártatlanság és a tapasztalás dalai) veszi alapul operájuk számára. A művet először 1949. június 6-án mutatták be Aldeburgh-ben. Napjainkban csak a harmadik felvonást játsszák.

## Szereplők
| Szereplő                                  | Hangfekvés               |
| ----------------------------------------- | ------------------------ |
| Robert, kéményseprőmester                 | basszus                  |
| Clem, a segédje                           | tenor                    |
| Sam, kéményseprőinas                      | gyermekhang              |
| Bagott kisasszony, házvezetőnő            | alt                      |
| Olga, leányka                             | szoprán                  |
| Tom, kocsis                               | basszus                  |
| Alfred, kertész                           | tenor                    |
| Julia, Gay, Sophie, John és a Crome-ikrek | szoprán vagy gyermekhang |

## Cselekménye
- Helyszín: Suffolk
- Idő: 1810

Robert, a durva lelkű kéményseprő keményen bánik apró inasával, a még csak nyolcéves Sammel. Még arra is kényszeríti a sírdogáló kisfiút, hogy a gyerekszoba kandallójába mászva kitisztítsa annak kéményét. Amikor végre másik inasával és a házvezetőnővel kimegy a szobából, bújócskát játszó gyerekek felfedezik a kéményben megszorult Samet. Megsajnálják és addig rángatják a kötelet, amelyen a kisfiú felmászott, míg az hatalmas korom- és porfelhő kíséretében lezuhan. Gyorsan talpra segítik és elrejtik egy szekrényben. Előbb azonban még kinyitják az ablakot, alaposan összekennek mindent korommal a kandalló és az ablak között, hogy azt a látszatot keltsék, mintha a kéményseprő az ablakon át menekült volna el. Amint mindennel elkészültek, visszatér a mester meg a házvezetőnő. Rögtön felfedezik a hamis nyomokat és éktelen haraggal törtetnek a menekülő után. Olga, a jólelkű gyereklány megsajnálja a kis inast és segít a gyerekeknek. Gyorsan megmosdatják, új ruhát adnak rá és ismét elbújtatják. Másnap reggel John, aki csak vendégségben volt itt, remek ötlettel áll elő. Hatalmas utazóbőröndjébe becsomagolják Samet, és – mivel úgyis abban a faluban lakik, mint ő – megszöktetik gonosz mesterétől. Már jön is a kocsis meg a kertész a kofferért, de annyira nehéznek találják, hogy újból ki akarják csomagolni. Most aztán a gyerekeken a sor: valamennyien nekifeszülnek és nagy nehezen felemelik a bőröndöt a kocsira, így sikerül a kis kéményseprőt megmenteni.